# Guanxi (köpinghuvudort i Kina, Hunan Sheng, lat 29,11, long 111,62)
Guanxi är en köpinghuvudort i Kina. Den ligger i provinsen Hunan, i den södra delen av landet, omkring 170 kilometer nordväst om provinshuvudstaden Changsha. Antalet invånare är 29 200. Befolkningen består av 14 247 kvinnor och 14 953 män. Barn under 15 år utgör 11,0 %, vuxna 15-64 år 78 %, och äldre över 65 år 10,0 %.
Runt Guanxi är det tätbefolkat, med 511 invånare per kvadratkilometer. Närmaste större samhälle är Changde, 9,4 km sydost om Guanxi. Trakten runt Guanxi består till största delen av jordbruksmark.
Genomsnittlig årsnederbörd är 1 706 millimeter. Den regnigaste månaden är maj, med i genomsnitt 303 mm nederbörd, och den torraste är december, med 32 mm nederbörd.